# 韩家炜
韩家炜（1949年8月11日—），数据挖掘专家，现为美国伊利诺伊大学香槟分校计算机系教授，美国计算机协会院士和IEEE院士。

## 生平
1949年出生于上海。他曾就读于中国科学技术大学，1985年在威斯康星麦迪逊大学获得博士学位。后任教于西门菲莎大学和伊利诺伊大学厄巴纳-香槟分校。

## 荣誉
2009年被授予麦克道尔奖（the McDowell Award），这是由国际电气与电子工程师学会（IEEE）颁发的最高技术奖。

## 著作
- Jiawei Han; Micheline Kamber.  [数据挖掘：概念和技术] 2. Morgan Kaufmann. 2006. ISBN 9781558609013 （英语）.
  - 汉译本：Jiawei Han; Micheline Kamber. . 计算机科学丛书. 范明 (汉译者); 孟小峰 (汉译者) 3. 中国北京市: 机械工业出版社. 2007. ISBN 9787111205388 （中文（中国大陆））.